# 상태 표시줄

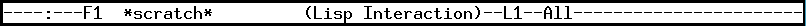
Emacs의 상태 표시줄의 예

상태 표시줄은 그래픽 사용자 인터페이스의 창 맨 아래에서 찾을 수 있는 정보의 영역을 말한다. 상태 표시줄은 가끔 여러 개로 구분되며, 각각 다른 정보를 보여 준다. 이를테면, 수많은 웹 브라우저는 개인 정보나 보안의 디스플레이를 띄우는 "클릭 가능한" 섹션을 가지고 있다.
상태 표시줄은 또한 텍스트 기반이 될 수도 있으며, "상태줄"이라고도 한다. 응용 프로그램의 현재 상태뿐 아니라, 특정한 메뉴를 가리키면 단축키를 보여주기도 한다.

## 참조
1. ↑  “GUI 강좌: 상태 표시줄”. 2008년 3월 14일에 원본 문서에서 보존된 문서. 2008년 3월 13일에 확인함.

## 같이 보기
- 메뉴 모음
- 도구 모음
- 주소창